# Танутамон
Танутамон — останній кушитський фараон на єгипетському престолі, син Шабаки та племінник Тахарки.

## Життєпис
Тахарка в останній рік свого царювання зробив Тануатамона своїм співправителем і намісником Фіваїди.
Коронувавшись того ж року у Напаті, Тануатамон з військом проїхав Єгиптом, де його вітали до самої Дельти. Мемфіс спочатку не прийняв нового фараона, але здався після нетривалого спротиву. Фараон усюди приносив жертви місцевим богам, а у Мемфісі наказав збудувати у храмі нову залу. Дрібні князьки Дельти, які спочатку зачинились у своїх містах, виявили покору та були затверджені у своїх правах. Владнавши єгипетські справи, Тануатамон повернувся до Нубії. Так каже його ієрогліфічний «напис про сон» на горі Джебель-Баркал у Напаті. Літописи Ашшурбаніпала доповнюють його у тому сенсі, що відхід Тануатамона з Єгипту був не добровільним: його вигнали ассирійці, які завойовували країну. Мемфіс був залишений, цар утік також із Фів, які зазнали нового розграбування ассирійцями.
Фліндерс Пітрі знайшов 1896 року біля храму цариці Таусерт шоломи ассирійських солдат. Ассирійські літописи називають Танутамона Тандамані. За його правління, як і за правління Тахарки, у Фівах сидів місцевий правитель Монтуемхет, що мав титул «четвертого жерця Амона». Він утримував владу й під ассирійським володарюванням. У написах на статуях, поставлених ним у храмі Мут та знайдених у 1896–1897 роках, а також у карнакському написі він розповідав про свою діяльність з відновлення та наведення порядку у храмах, зруйнованих чи розграбованих ассирійцями. 
Спадкував йому в Нубії син або небіж Атланерса.